# Carcere di donne
Carcere di donne (Càrcel de mujeres) è un film del 1951 diretto da Miguel M. Delgado.

## Trama
Evangelina viene rinchiusa in carcere con l'accusa di aver ucciso il suo amante Alberto. Qui si trova assieme a Dora, la vera assassina. Tra le due donne dopo un inizio burrascoso nasce un'amicizia sincera dopo che Evangelina salva il figlio di Dora nato in carcere.
Durante un tentativo di fuga Dora viene ferita mortalmente e confessa la verità poco prima di morire. Evangelina può quindi uscire di prigione innocente e porta con sé il figlio di Dora.